# Île Raoul
Pour les articles homonymes, voir Raoul.
L'île Raoul, autrefois Sunday Island, est une île néo-zélandaise faisant partie de l'archipel des îles Kermadec dont elle constitue l'île la plus septentrionale et la plus grande. Elle constitue le rebord émergé d'un volcan entré en éruption pour la dernière fois le 17 mars 2006 en faisant un mort et en provoquant l'évacuation de la station météorologique de l'île. Elle est nommée d'après Joseph-François Raoul (1766-1816), capitaine de vaisseau français.

## Géographie

### Localisation
L'île Raoul est baignée par l'océan Pacifique Sud et constitue l'île la plus grande et la plus au nord de l'archipel des îles Kermadec. Elle est située à environ 750 à 1 000 kilomètres au nord-nord-est de l'île du Nord de la Nouvelle-Zélande.

### Topographie
L'île Raoul a une forme d'enclume délimitant deux baies, une occidentale nommée baie Denham et une orientale non nommée, et formant plusieurs caps dont le D'Arcy Point au sud, le Wilson Point à l'est et le Hutchison Bluff à l'ouest. Les côtes sont essentiellement rocheuses et formant parfois des falaises, seules trois zones littorales de faible altitude mais relativement étroites étant présentes dans le Nord de l'île et dans le fond de la baie Denham. L'île est entourée par quelques récifs et îlots dont les îles Meyer et les îles Herald au nord-est.
L'intérieur de l'île est caractérisé par un relief escarpé composé de trois chaînes de collines se rejoignant dans le centre de l'île occupé par une caldeira. C'est sur le rebord de cette caldeira que se trouvent les plus hauts sommets de l'île Raoul comme Expeditinn Hill avec 428 mètres d'altitude, la pointe Prospect avec 498 mètres d'altitude et Moumoukai, le point culminant de l'île, avec 516 mètres d'altitude. Le fond de cette caldeira est occupé par deux lacs, le Blue Lake, le plus grand, et le Green Lake, qui recueillent les eaux des quelques ruisseaux dévalant les rebords internes de la dépression. D'autres ruisseaux plus nombreux se jettent dans l'océan parfois sous forme de cascades comme celle de Western Spring. Le reste de l'hydrographie de l'île est représentée par une mare dans le fond de la caldeira, Tui Lake, et par des marécages sur les rives du Green Lake et du Blue Lake ainsi que dans la plaine côtière de la baie Denham.

### Faune et flore
La grande majorité de l'île Raoul est couverte d'une végétation formée de 113 espèces vasculaires dont 23 endémiques, 89 espèces de champignons et 52 espèces de mousses. Les formations végétales les plus communes sont des broussailles dominées par Myrsine kermadecensis, Lobelia anceps, Poa polyphylla, Coprosma acutifolia et Coriaria arborea et d'arbustes de dix à quinze mètres de hauteur essentiellement composés par des Metrosideros kermadecensis. Le littoral est quant à lui essentiellement composé d'espèces halophiles supportant les embruns comme les herbacées Asplenium obtusatum, Cyperus ustulatus, Disphyma australe, Scirpus nodosus et Myoporum obscurum et l'espèce arbustive Coprosma petiolata. L'oreille d'éléphant, espèce introduite dans l'île, est désormais pratiquement disparue depuis que la chèvre est présente.
La faune est principalement représentée par quatorze espèces d'oiseaux marins dont dix espèces nidifient sur l'île et dans le reste des îles Kermadec et la Nouvelle-Zélande, trois ne nidifient que dans les îles Kermadec et dans quelques autres îles de l'océan Pacifique. Les espèces les plus communes sont le pétrel des Kermadec, Pterodroma cervicalis, Pterodroma nigripennis, le thui cravate-frisée et le zostérops à dos gris. L'introduction d'espèces allochtones par les Māoris comme le rat polynésien et par les Européens comme la chèvre et le chat ainsi que le rat norvégien à la suite d'un naufrage en 1921. Les rats et les chats provoquèrent la réduction des populations d'oiseaux marins qui passèrent en 150 ans d'un million d'individus à 20 000 à 40 000 individus. Les rats ont été finalement éradiqués en 1984 ce qui a permis la restauration naturelle de la forêt primitive de l'île.

### Climat
Île Raoul possède un climat subtropical humide (Köppen: Cfa), avec des étés modérément chauds et des hivers vraiment doux. Les temps maximales varient de 25,7 ºC en février à 19,0 ºC en août; tandis que les temps minimales rangent de 20,5 ºC en février à 13,3 ºC en août. La pluviométrie moyenne est abondante: (1 558 mm), et elles tombent pendant toute l'année. L'île dure de 2388 heures d'ensoleillements annuellement, 12 février 2022, la température minimale était 25,6 ºC. C'est la plus température minimale la plus élevée jamais enregistrée en Nouvelle-Zélande.
| Mois                              | jan.  | fév.  | mars  | avril | mai   | juin  | jui.  | août  | sep.  | oct.  | nov.  | déc.  | année |
| --------------------------------- | ----- | ----- | ----- | ----- | ----- | ----- | ----- | ----- | ----- | ----- | ----- | ----- | ----- |
| Température minimale moyenne (°C) | 19,7  | 20,5  | 19,9  | 18,3  | 16,4  | 14,8  | 13,7  | 13,3  | 14    | 14,9  | 16,4  | 18,2  | 16,7  |
| Température maximale moyenne (°C) | 25    | 25,7  | 24,9  | 23,6  | 21,7  | 20,1  | 19,1  | 19    | 19,6  | 20,5  | 22    | 23,6  | 22,1  |
| Record de froid (°C)              | 13,6  | 14,3  | 13,4  | 10,5  | 10,4  | 9     | 8,1   | 7,4   | 8,5   | 9,3   | 10,4  | 12,5  | 7,4   |
| Record de chaleur (°C)            | 31    | 30,7  | 29,5  | 28,4  | 25,6  | 24,2  | 23,5  | 23    | 23,1  | 25    | 26,7  | 28,7  | 31    |
| Ensoleillement (h)                | 276,4 | 244,8 | 201,2 | 168,3 | 148,4 | 129,6 | 144,5 | 168,6 | 199,4 | 228,4 | 219,8 | 258,6 | 2 388 |
| Précipitations (mm)               | 128   | 153   | 162   | 102   | 129   | 171   | 150   | 132   | 110   | 86    | 94    | 141   | 1 558 |

### Géologie
L'île Raoul est un stratovolcan de l'arc insulaire des îles Kermadec formé par la subduction de la plaque tectonique pacifique sous la plaque australienne. L'île est le sommet émergé d'un massif sous-marin de 35 kilomètres de longueur sur 20 kilomètres de largeur haut de 2 740 mètres au-dessus du plancher océanique. Deux caldeiras formées au cours de l'Holocène sont présentes à l'île Raoul : la caldeira Raoul située dans l'intérieur de l'île, la plus vieille avec une longueur de 3,5 kilomètres, une largeur de 2,5 kilomètres et dont le fond est occupé par deux lacs et la caldeira immergée Denham située à l'ouest de l'île, formée au cours d'une éruption il y a 2 200 ans, d'une longueur de six kilomètres, d'une largeur de quatre kilomètres et dont le rebord oriental est formé par le littoral de la baie Denham,.
La majorité des éruptions de ces dernières centaines années émettent des laves dacitiques au cours d'éruptions explosives qui forment des tufs andésitiques. La dernière éruption date de mars 2006 et a produit des explosions phréatiques dans le Green Lake de la caldeira Raoul en faisant un mort. L'autre dernière grande éruption est celle du 19 novembre 1964 au 25 avril 1965 qui produit des éruptions phréatiques et des coulées pyroclastiques dans la caldeira Denham et dans le Green Lake de la caldeira Raoul, entraînant l'évacuation de l'île.

## Histoire
L'île Raoul est probablement découverte au XIIIe siècle par des navigateurs māoris qui auraient pu s'y installer. Elle est redécouverte par les Européens au cours des XVIIIe siècle et XIXe siècle.
Protégées dès 1937, une réserve marine de 7 450 km2 est créée autour des îles Kermadec en 1990.

## Population et infrastructures
Le seul endroit habité de l'île Raoul est situé sur la côte Nord, sur une zone relativement plate et de faible altitude, à proximité de la caldeira Raoul. Les employés de la station météorologique, les biologistes et les géologues disposent aussi d'un hôtel, d'un hôpital, d'une station énergétique, d'un atelier de réparation de navires et d'une zone d'atterrissage pour les avions.
Tous ces bâtiments sont reliés par l'unique piste carrossable de l'île qui s'éloigne peu de la côte et permet de rallier deux treuils utilisés pour accéder à deux zones d'accostage des bateaux : un au Nord-Est de l'île à proximité de Fishing Rock et un autre au Sud-Est de l'île à proximité de Nash Point. Des sentiers pédestres qui empruntent généralement les crêtes des collines permettent de gagner le reste de l'île comme la cabane Hutchison dans l'Ouest, la baie Denham et sa cabane dans l'Ouest, la cabane Mahoe et le camp Sushine dans le Sud ou encore le fond de la caldeira Raoul.
Les côtes rocheuses de l'île et les récifs dont la position exacte de certains n'est pas encore déterminée ont été à l'origine du naufrage du Picton dont l'épave se trouve sur la côte, en face du camp Sushine dans le Sud de l'île.